# Quini
Enrique Castro González (normalt bare kendt som Quini) (født 23. september 1949 i Oviedo, Spanien, død 27. februar 2018) var en spansk fodboldspiller, der spillede som angriber for klubberne Sporting Gijón og FC Barcelona. Med Barcelona nåede han at vinde to spanske pokaltitler samt Pokalvindernes Europa Cup. Han spillede desuden 35 kampe og scorede otte mål for Spaniens landshold, som han repræsenterede ved VM i 1978, EM i 1980 og VM i 1982.
Quini blev hele fem gange topscorer i den spanske La Liga.

## Titler
Copa del Rey
- 1981 og 1983 med FC Barcelona

Supercopa de España
- 1983 med FC Barcelona

Pokalvindernes Europa Cup
- 1982 med FC Barcelona